# Olof Halsius
Olof Halsius, född 1663 i Torneå, död 15 december 1729 i Överkalix socken, var en svensk präst.
Halsius var son till Johannes Halsius, som först var skolmästare i Torneå men 1681 blev kyrkoherde i Överkalix församling. Samma år inskrevs Halsius som student vid Uppsala universitet. Han blev ordinarie kaplan i Överkalix 1686 men sedan komminister i Luleå innan han 1 maj 1711 tillträdde som kyrkoherde i Överkalix. Några månader före sin död anhöll han om att få svärsonen Isak Grape till efterträdare trots att sonen Hans Halsius tjänat i församlingen i 16 år.
Halsius var gift första gången med Christina Stål, som var löjtnantsdotter från Österbotten och avled i barnsäng 1697, andra gången med Margareta Orre, som var dotter till handelsmannen Johan Orre i Luleå och Catharina Björn, och tredje gången med Anna Grape, som var änka efter en handelsman i Torneå och dotter till Arendt Grape, grundaren av Kengis bruk. I första äktenskapet föddes bland andra sonen Hans Halsius som i nära 25 år var komminister i Överkalix och dottern Sofia Halsius som var gift med efterträdaren Isak Grape och efter dennes död 1732 omgift 1741 i Torneå med handelsmannen Anders Hellant; i andra giftet föddes 1701 sonen Johan Halsius, som ärvde sin morfar och blev bonde i kyrkbyn i Överkalix socken.